# Liste der Naturdenkmale in Börnichen/Erzgeb.
Die Liste der Naturdenkmale in Börnichen/Erzgeb. nennt die Naturdenkmale in Börnichen/Erzgeb. im sächsischen Erzgebirgskreis.

## Definition
„Naturdenkmäler sind rechtsverbindlich festgesetzte Einzelschöpfungen der Natur oder entsprechende Flächen bis zu fünf Hektar, deren besonderer Schutz erforderlich ist
1. aus wissenschaftlichen, naturgeschichtlichen oder landeskundlichen Gründen oder
2. wegen ihrer Seltenheit, Eigenart oder Schönheit.“

„§ 18 – Naturdenkmäler – (zu § 28 BNatSchG)
(1) Die Erklärung nach § 22 Abs. 1 BNatSchG von Teilen von Natur und Landschaft als Naturdenkmal erfolgt durch Rechtsverordnung oder Einzelanordnung.
(2) Über § 28 Abs. 1 BNatSchG hinaus können Naturdenkmäler zur Sicherung von Lebensgemeinschaften oder Lebensstätten von im Bestand gefährdeten oder streng geschützten Arten festgesetzt werden.“

## Liste
Link zu einem Kartenansichtstool, um Koordinaten zu setzen.
| Bild | Bezeichnung       | Lage                                                | Beschreibung         | Datum                                                           | Nummer     |
| ---- | ----------------- | --------------------------------------------------- | -------------------- | --------------------------------------------------------------- | ---------- |
| BW   | Große Hammerwiese | Börnichen/Erzgeb. (50° 43′ 32,5″ N, 13° 8′ 48,5″ O) | Fläche: ca. 19361 m² | Beschluss des Rates des Kreises Zschopau Nr. 280 vom 15.11.1984 | 364.23-028 |
| BW   | Waldwiese         | Börnichen/Erzgeb. (50° 43′ 34,3″ N, 13° 7′ 51,2″ O) | Fläche: ca. 5385 m²  | Beschluss des Rates des Kreises Zschopau Nr. 280 vom 15.11.1984 | 364.23-027 |